# Misdemeanor
Misdemeanor es el duodécimo álbum de estudio de la banda británica de hard rock y heavy metal UFO, publicado en 1985 por Chrysalis Records. Tras dos años desde que separó a la banda, Phil Mogg se estableció en la ciudad de Los Ángeles, donde junto a Paul Raymond decidieron refundar la banda con nuevos integrantes.
Con ellos iniciaron las composiciones de nuevos temas en los Países Bajos, junto al productor Nick Tauber. A pesar de contener el mismo sonido que los anteriores trabajos, este sumó además algunos elementos del pop rock para llegar a las estaciones radiales. Sin embargo, esta estrategia les trajo más problemas negativos tanto con sus antiguos fanáticos, como con algunos integrantes, ya que tras la gira por los Estados Unidos en agosto de 1986 Raymond abandonó la banda siendo reemplazado por David Jacobson.
Obtuvo el puesto 106 en los Estados Unidos y lugar el 74 en el Reino Unido. Mientras que el sencillo «Night Run» alcanzó el puesto 94 en los UK Singles Chart en 1986.

## Lista de canciones
| N.º | Título            | Escritor(es)          | Duración |  |
| 1.  | «This Time»       | Mogg, Gray            | 4:36     |  |
| 2.  | «One Heart»       | Mogg, Gray, McClendon | 4:09     |  |
| 3.  | «Night Run»       | Mogg, Gray, McClendon | 4:32     |  |
| 4.  | «The Only Ones»   | Mogg, Gray            | 5:16     |  |
| 5.  | «Meanstreets»     | Mogg, McClendon       | 4:17     |  |
| 6.  | «Name of Love»    | Mogg, McClendon       | 4:37     |  |
| 7.  | «Blue»            | Mogg, Gray            | 5:18     |  |
| 8.  | «Dream the Dream» | Mogg, Raymond         | 4:32     |  |
| 9.  | «Heaven's Gate»   | Mogg. McClendon       | 4:15     |  |
| 10. | «Wreckless»       | Mogg, McClendon       | 4:49     |  |

| Pistas adicionales en reedición CD solo para Japón |                                          |          |  |
| N.º                                                | Título                                   | Duración |  |
| 11.                                                | «Night Run» (versión estadounidense)     | 4:24     |  |
| 12.                                                | «This Time» (versión estadounidense)     | 4:39     |  |
| 13.                                                | «Heaven's Gate» (versión estadounidense) | 4:15     |  |

## Músicos
- Phil Mogg: voz
- Tommy McClendon: guitarra líder
- Paul Raymond: guitarra rítmica y teclados
- Paul Gray: bajo
- Jim Simpson: batería